# Lechuguilla

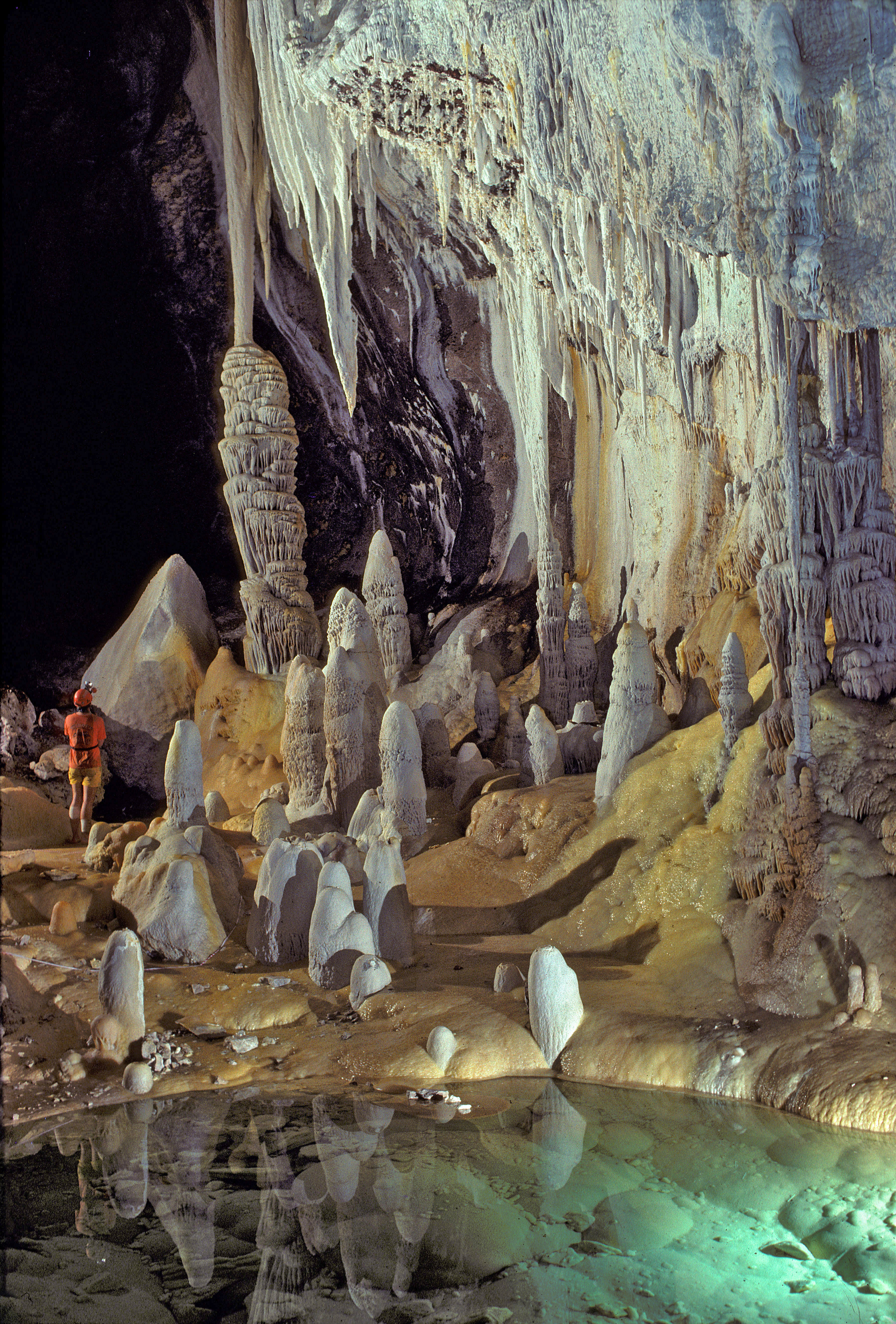
Lechuguilla grottsystem.

Lechuguilla är ett större grottsystem i Carlsbad Caverns National Park i ökendelstaten New Mexico i sydvästra USA. Det består av kalkstensgrottor som inte har eroderats av strömmande vatten utan av svavelväte.
Det är det djupaste grottsystemet i USA, djup ner till 489 meter har kartlagts. Systemet upptäcktes så sent som 1986 av en grupp grottforskare. Än så länge har 200 kilometer grottgångar utforskats.
Det unika med systemet är de upp till sex meter stora kristallformationerna som består av gips. Ett mineral som bildas när svavelväte möter kalksten.

## Utforskandets historia
Fram till 1986 var Lechuguilla grottsystemet sett som en liten, obetydlig plats i nationalparkens glesbygd. Små mängder fladdermusguano bröts genom en liten gruvdrift vid grottsystemets huvudgångar i anslutning till ingången under ett år, 1914. Grottans ingång bestod av en 27 meter djup avgrund, känd som "Misery Pit" (Misäravgrunden), som ledde till flera gångar som det inte gick att komma vidare i. Dessa hade en längd på 122 meter. 
Grottan besöktes sällan efter att gruvdriften upphörde. Men under 1950-talet hörde grottutforskare vind strömma upp mellan klappersten som grottans golv var täckt av. Olika människor kom sedan fram till att det fanns ytterligare gångar i systemet som låg under bråtet av sten. En grupp grottutforskare från Colorado fick tillstånd av nationalparken att inleda en utgrävning i ett försök att få tillgång till dessa andra gångar, grävandet påbörjades 1984. Den 26 maj 1986 skedde det stora genombrottet då grävandet hade blottlagt passager som det gick att gå i.
Sedan 1986 har utforskare av grottsystemet kartlagt cirka 203 km av underjordiska passager, och har nått ett djup av 489 m, vilket gör Lechuguilla till den 5:e längsta grottan i världen och den 4:e längsta i USA. 